# 2011년 아프리카의 뿔 가뭄

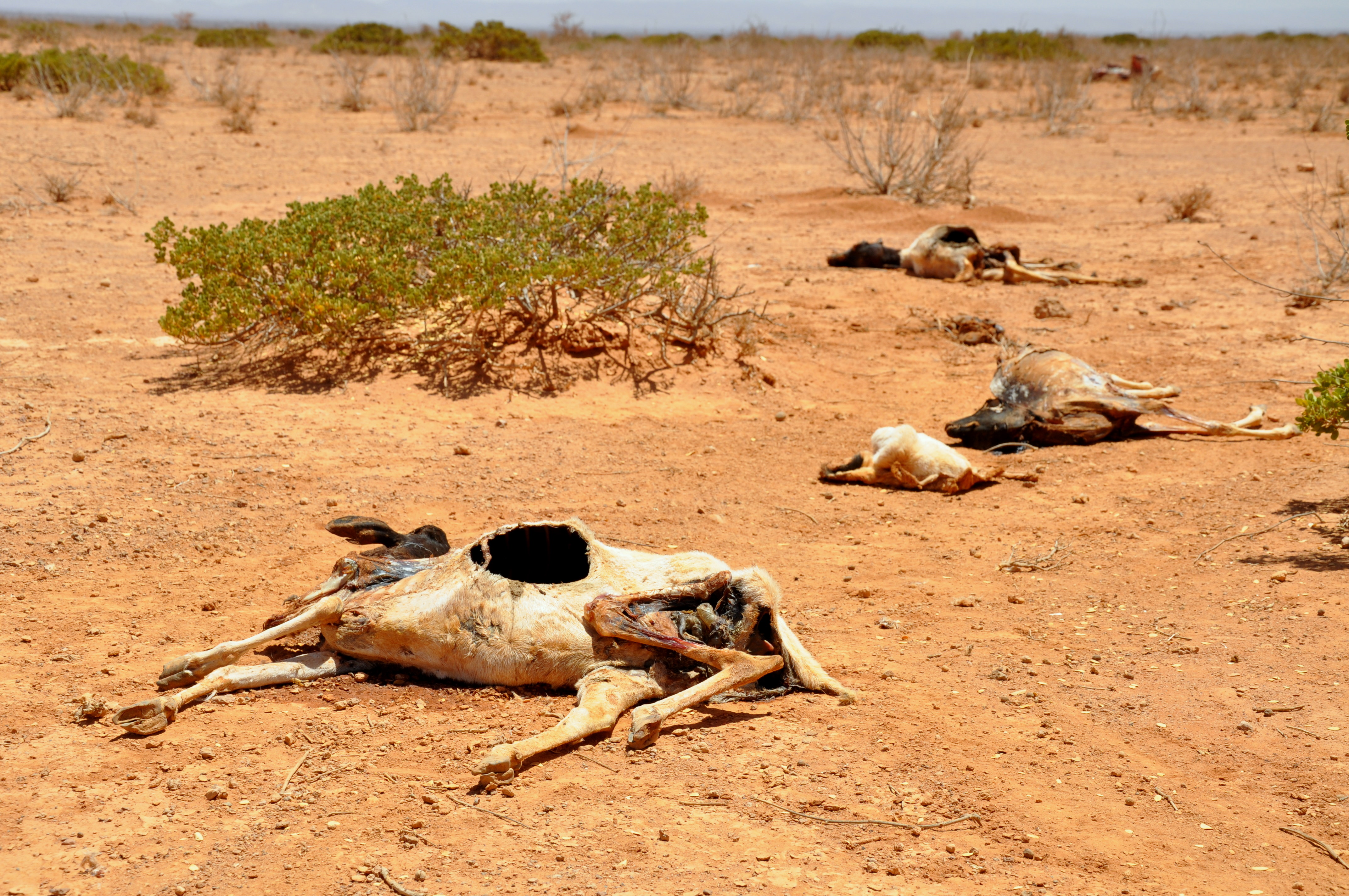

2011년 아프리카의 뿔 가뭄은 2011년 아프리카의 뿔에서 발생한 심각한 가뭄이다. '아프리카의 뿔'은 아프리카 대륙 동쪽의 에티오피아, 소말리아, 지부티, 케냐 들을 이르는 말로, 이 땅은 최근 2년 동안 극심한 강우량 부족에 시달리고 있다. 이로 인해 지금까지 1,000만 명이 넘는 이재민이 생겼고 200만 명이 넘는 어린이들은 영양실조 상태에 놓여 있다. 이에 반기문 유엔 사무총장 또한 신속한 구호자금 기부를 촉구했다.

## 같이 보기
- 사막화
- 라니냐